# Emmanuel de Martonne
Emmanuel Martonne ( Chabris, Indre, 1 de abril de 1873 - Sceaux, 24 de julio de 1955) fue un geógrafo, y climatólogo francés.

## Vida personal
Hijo del archivero A. Martonne, estudió en el Liceo de Laval (Mayenne), donde fue compañero de clase de Carle Bahón y de Francisco Delaisi. En 1892 ingresó en la École Normale Supérieure (ENS), el mismo año en que asiste Albert Demangeon. Allí sigue un curso de geografía dictado por Paul Vidal de la Blache. En 1895 obtiene su título de "maestro supervisor" en la ENS (1897-1899), a continuación, realiza su tesis doctoral en geografía de Valaquia, en 1902; y otro en ciencias naturales de los Alpes de Transilvania, la Cárpatos del Sur, en 1907.

## Vida profesional
Nombrado en la Universidad de Rennes en 1899, luego en Lyon en 1905, obtuvo un puesto en la Universidad de la Sorbona en 1909. El mismo año publicó un tratado sobre la geografía física, que fue muy popular (tuvo muchas ediciones, se redactó un resumen también reeditado) y dedicó su autoridad en la geografía física. Apasionado de la geomorfología, la paleogeografía y la climatología, es famoso por su índice de potencial de evapotranspiración, utilizada ahora incluso por botánicos y agrónomos. En 1941 publica su libro "La Paleogeografía" en que realiza notables aportes a la disciplina. Fue su último volumen sobre la geografía física de Francia en el Mundial de Geografía (1943).
Siempre miró a la Europa Central y, como tal, participó en la Conferencia de Paz en 1919, presidiendo la Comisión para establecer las fronteras nuevas de Polonia y Rumania. Durante los trabajos, insistió en que los límites de tener en cuenta no sólo de los grupos étnicos (según el principio [del derecho de los pueblos a la libre determinación]), sino también un punto de vista más equipos, infraestructura el territorio: es lo que él llama el "principio de sostenibilidad". Delegados Así, en contra de Estados Unidos e Italia, entre ellos Lord De Martonne obtiene la frontera entre Hungría y Rumanía a lo largo de la parte rumana, e incluye una línea de ferrocarril que conecta las ciudades de Timisoara , Arad, Oradea y Satu Mare (y de Yugoslavia y Checoslovaquia), a pesar de la presencia de muchos cabilderos en la mayoría de Hungría en la línea. Contribuye en gran medida a la elaboración de las fronteras postguerra, algunos de los cuales (y este), siguen siendo válidas.

### Fundador y organizador
Gran organizador de la geografía a escala nacional e internacional, fundó el Laboratorio de Geografía de la Universidad de Rennes (que dura hasta hoy, de manos de Andre Meynier, llamado hoy COSTEL: "clima y utilización del suelo por teledetección), y las de Lyon y París (1923), se convirtió en director de este último (1927-1944). En los años treinta, dirigió la publicación del Atlas de Francia. En 1943, obtuvo la creación de una licencia y una agregación de la geografía.

## Premios y reconocimientos
- Secretario General y Presidente de la Unión Geográfica Internacional (1931-1949), fue elegido miembro de la Academia de Ciencias en 1940, presidió la Sociedad de la última geográfica (1947-1952)

- Una universidad lleva su nombre, en Laval
- Un anfiteatro de la Universidad de Haute Bretagne-Rennes también lleva su nombre

## Publicaciones
- La investigación sobre la evolución morfológica de los Alpes de Transilvania (Cárpatos meridionalis), París, Delagrave, 1906
- Tratado de Geografía Física: clima, hidrografía, el suelo de Socorro, Biogeografía, París, Armand Colin, 1909 (reeditado)
- Cosas que se ven en Besarabia, París, 1919
- Las regiones geográficas de Francia, París, Flammarion, 1921
- Corto de la geografía física, París, Armand Colin, 1922
- Los Alpes, en Geografía General, Librairie Armand Colin, París, edición de 1926
- Los Alpes, geografía general, París, Armand Colin, 1931
- Geografía Universal (ed. Vidal de la Blache, País de Gales), Tomo IV: Europa Central, París, Armand Colin, 1930, 1931
- La Paleogeografía, París, Compañía Editora de Libros y Folletos, 1941
- Geografía de aire, París, Albin Michel, 1948
- El descubrimiento del mundo aéreo (ed.), Horizontes de Francia, 1948
- De Geografía Universal (ed. Vidal de la Blache, País de Gales), Tomo VI de Francia, con Albert Demangeon: La física Francia, París, Armand Colin, 1943